# Bruno Decarli
Bruno Decarli (né Bruno Alfred Franz Eduard Schmidt le 15 mars 1877 à Dresde, Empire allemand; mort le 31 mars 1950 à Tiverton, Royaume-Uni) fut un acteur allemand actif dans le théâtre et le cinéma muet.

## Filmographie partielle
- 1916 : Das wandernde Licht de Robert Wiene
- 1916 : Das Leben ein Traum de Robert Wiene
- 1917 : Furcht de Robert Wiene
- 1918 : Das Maskenfest des Lebens